# Вильчес, Оскар
Оскар Кристофер Вильчес Сото (исп. Óscar Christopher Vílchez Soto; род. 21 января 1986 года, Чиклайо, Перу) — перуанский футболист, играющий на позиции полузащитника.

## Клубная карьера
Оскар Вильчес — воспитанник столичного перуанского клуба «Альянса Лима». В 2004 году его главный тренер Густаво Костас включил его в основную команду. 31 июля 2005 года Вильчес забил свой первый гол за «Альянса Лиму» в национальном чемпионате, поучаствовав в разгроме (4:0) команды «Спорт Анкаш». В последнюю он на правах аренды перешёл перед началом сезона 2006. Первую половину сезона 2007 Вильчес, также будучи в аренде, провёл в клубе «Мельгар». В середине 2007 года он вернулся в родной клуб, а в конце года получил травму, не позволившую ему играть на высшем уровне в течение двух лет.

## Карьера в сборной
12 октября 2013 года Оскар Вильчес дебютировал за сборную Перу в гостевом матче против сборной Аргентины, проходившего в рамках предпоследнего тура отборочного турнира Чемпионата мира 2014 года. В этой встрече Вильчес на 69-й минуте заменил полузащитника Андре Каррильо.
Оскар Вильчёс был включён в состав сборной Перу на Кубок Америки 2016 года.

## Достижения

### Клубные
«Альянса Лима»
- Чемпион Перу (1): 2004

«Спортинг Кристал»
- Чемпион Перу (1): 2012